# Pskowskij wiestnik
Pskowskij wiestnik (ros. Псковский вестник) – kolaboracyjne pismo w okupowanym Pskowie podczas II wojny światowej
Pierwszy numer pisma wyszedł w okupowanym Pskowie 9 października 1941 r. Ukazywało się ono co tydzień w soboty po rosyjsku. Było drukowane w Rydze. Na pierwszej stronie początkowo był umieszczony herb miasta z niemiecką jego nazwą Pleskau. W lutym 1942 r. zniknął niemiecka nazwa Pskowa, zaś w czerwcu tego roku herb. Pojawiło się natomiast motto: Pracujący wszystkich krajów, łączcie się w celu walki z bolszewizmem!. Pismo było bogato ilustrowane. Znajdowały się w nim niemieckie komunikaty wojenne z frontów II wojny światowej, zarządzenia i obwieszczenia władz miejskich, artykuły i felietony o charakterze propagandowym dotyczące życia na okupowanych terenach ZSRR. Ostatni numer gazety wyszedł jesienią 1942 r.